# Graureiherkolonie bei Harsewinkel
Die Graureiherkolonie bei Harsewinkel liegt etwa 1 km westlich von Harsewinkel und ca. 100 m südlich der Ems im Kreis Gütersloh. Seit 2007, und zunächst begrenzt bis zum Jahr 2027, ist das etwa 4 Hektar große Gelände als Naturschutzgebiet ausgewiesen.
Das Gebiet dient zum Erhalt, zur Entwicklung und Wiederherstellung bedeutsamer Lebensräume für seltene und gefährdete regionaltypische Tier- und Pflanzenarten. Insbesondere befinden sich in den hier anzutreffenden Bruch- und Sumpfwäldern, die ein naturnahes Stillgewässer umranden, Brutplätze von Graureihern. Laut avifaunistischem Gutachten der Stadt Harsewinkel waren 2014 insgesamt 42 besetzte Horste mit zahlreichen Jungvögeln anzutreffen. Die ersten Horste wurden von den Reihern im Jahr 1965 begründet.
In der Graureiherkolonie brüten außerdem ein Uhupaar sowie Eisvögel.